# Montsecanomalus polychaetus
Montsecanomalus polychaetus is een keversoort uit de familie Ithyceridae. De wetenschappelijke naam van de soort is voor het eerst geldig gepubliceerd in 2007 door Liu & Ren.